# Onthophagus minutus
Onthophagus minutus es una especie de insecto del género Onthophagus, familia Scarabaeidae, orden Coleoptera.

## Historia
Fue descrita científicamente por Hausmann en 1807.